# Dagbladet (Hærværk)
 For alternative betydninger, se Dagbladet. (Se også artikler, som begynder med Dagbladet)
Dagbladet er en fiktiv avis fra Tom Kristensens roman Hærværk. Avisen er baseret på dagbladet Politiken, hvor Tom Kristensen selv arbejdede i 1920'erne. Romanens Redaktør Iversen er den fra Politiken legendariske journalist og chefredaktør Henrik Cavling, og avisens redaktion ligger på Rådhuspladsen i København, hvor chefredaktøren besidder et hjørnekontor.